# Remmarlövs kyrka
Remmarlövs kyrka är en kyrkobyggnad i Remmarlöv. Den är församlingskyrka i Eslövs församling i Lunds stift.

## Kyrkobyggnaden
Nuvarande kyrkobyggnad är byggd av rött tegel i nyromansk stil. Den uppfördes 1895 och ersatte en stenkyrka från 1200-talet. I samband med nybygget revs gamla kyrkan med tillhörande klockstapel.

## Inventarier
Från den gamla kyrkan finns bevarade en medeltida dopfunt i sandsten samt malmljusstakar från 1500-talet. Predikstolen tillverkades 1753.

### Orgel
- Den nuvarande orgeln byggdes 1975 av A. Mårtenssons Orgelfabrik AB, Lund och är en mekanisk orgel.

| Manual       | Pedal   |
| Gedackt 8´   | Bihängd |
| Rörpommer 4' |         |
| Principal 2' |         |
| Nasat 1 1/3' |         |